# シャイン (鬼束ちひろの曲)
「シャイン」は、鬼束ちひろのデビューシングル。

## 解説
2000年2月9日に発売された。作詞・作曲は鬼束ちひろ、編曲は土屋望。
発売当時のキャッチコピーは「大丈夫、私がすべてを撃ち殺してあげる。」。ジャケット写真は裏焼きされたもの（表裏が反転されている）が使用されている。
発売にあわせてTSUYATA渋谷店においてキャンペーンを行ったが、オリコンシングルチャートはランク圏外、初回受注枚数は1,080枚だった。
「シャイン」は、学校の閉塞感を、本人曰く「牢屋のイメージで作った」という楽曲。本作に収録されたものはロックテイストなアレンジであるが、1stアルバム『インソムニア』においてはアレンジがなされ、ピアノ1本での歌唱となっている。プロモーションビデオは、シングルのものと、ピアノ1本をバックに収録された「シャイン (unplugged)」の2種類が制作されている。前者はシングル発売当時に出演した日本テレビ系『m!m!m!』で部分的にオンエアされていた等ごく限られたメディア媒体使用のみであったが、シングル発売直後に後者が制作されるとそちらが使用されるようになり、映像作品にもプロモーションビデオとして収録されたため、後者の方が一般的に認知されている。

## 収録曲
1. シャイン [5:07]
  - 作詞・作曲：鬼束ちひろ／編曲：土屋望
2. BACK DOOR [5:17]
  - 作詞・作曲：鬼束ちひろ／編曲：土屋望

シングルバージョンは2013年12月にリリースされた、4thベストアルバム『GOOD BYE TRAIN 〜ALL TIME BEST 2000-2013』にて初収録された。
3. シャイン (Inst.) [5:04]

## 収録アルバム
シャイン
- 『インソムニア』 ※アルバムバージョンとして収録
- 『the ultimate collection』 ※アルバムバージョンとして収録
- 『SINGLES 2000-2003』
- 『GOOD BYE TRAIN 〜ALL TIME BEST 2000-2013』
- 『REQUIEM AND SILENCE』

BACK DOOR
- 『インソムニア』※アルバムバージョンとして収録
- 『the ultimate collection』※アルバムバージョンとして収録
- 『GOOD BYE TRAIN 〜ALL TIME BEST 2000-2013』